# Pełczyce (gemeente)
De gemeente Pełczyce is een stad- en landgemeente in woiwodschap West-Pommeren, Polen. Aangrenzende gemeenten:
- Choszczno en Krzęcin (powiat Choszczeński)
- Barlinek (powiat Myśliborski)
- Dolice (powiat Stargardzki)

in Lubusz:
- Strzelce Krajeńskie (powiat Strzelecko-drezdenecki)

Zetel van de gemeente is in de stad Pełczyce.
De gemeente beslaat 15,1% van de totale oppervlakte van de powiat.

## Demografie
Stand op 30 juni 2004:
| Omschrijving                   | Totaal | Totaal | Vrouwen | Vrouwen | Mannen | Mannen |
| ------------------------------ | ------ | ------ | ------- | ------- | ------ | ------ |
| eenheid                        | aantal | %      | aantal  | %       | aantal | %      |
| inwoners                       | 8081   | 100    | 4056    | 50,2    | 4025   | 49,8   |
| bevolkingsdichtheid (inw./km²) | 40,2   | 40,2   | 20,2    | 20,2    | 20     | 20     |

De gemeente heeft 16,1% van het aantal inwoners van de powiat. In 2002 bedroeg het gemiddelde inkomen per inwoner 1517,6 zł.

## Plaatsen
- Pełczyce (Duits Bernstein, stad sinds 1290)

Administratieve plaatsen (sołectwo) van de gemeente Pełczyce:
- Będargowo, Boguszyny, Bolewice, Brzyczno, Bukwica, Chrapowo, Jagów, Jarosławsko, Krzynki, Lubiana, Lubianka, Ługowo, Łyskowo, Nadarzyn, Niesporowice, Płotno, Przekolno, Sarnik, Trzęsacz en Wierzchno.